# 基亞尼察
51°4′5″N 34°54′44″E / 51.06806°N 34.91222°E

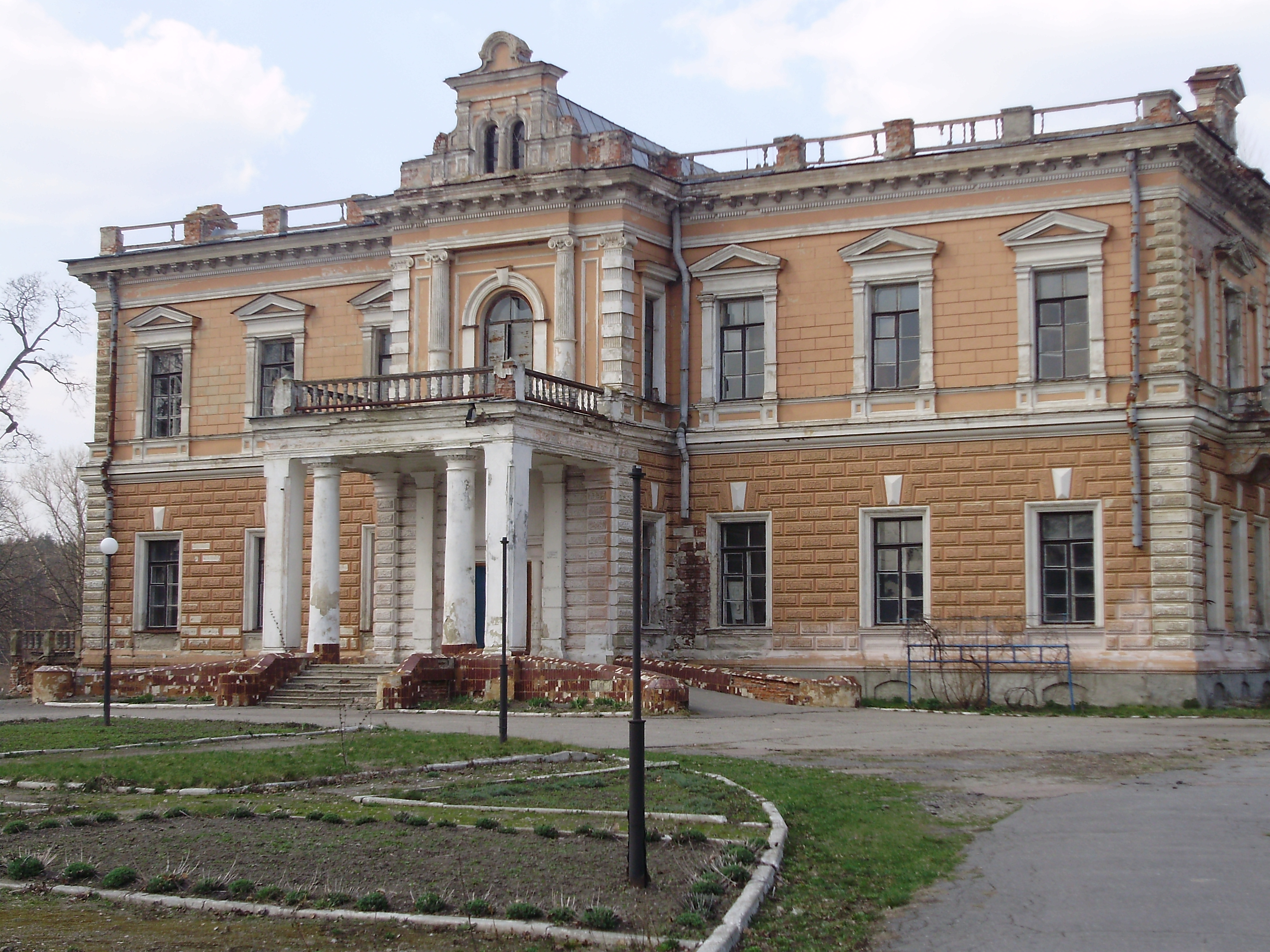
庄园

基亞尼察（烏克蘭語：Кияниця）是位於烏克蘭東北部的鄉村居民點，由蘇梅州蘇梅區的尤納基夫卡市鎮負責管轄。該村處於奧萊什尼亞河畔，海拔高度186米，2023年該城鎮人口626。